# Барли, Катарина
Катарина Барли (нем. Katarina Barley; род. 19 ноября 1968, Кёльн) — немецкий юрист и политик, заместитель председателя Европарламента (с 2019).
Генеральный секретарь Социал-демократической партии (2015—2017), министр юстиции Германии (2018—2019).

## Биография
В 1987 году окончила гимназию в кёльнском районе Роденкирхен и поступила в Марбургский университет. В 1990 году, прослушав два семестра в университете Париж-юг, получила французский диплом о юридическом образовании, в 1993 и 1998 году выдержала два государственных экзамена в Германии, в 1998 году получила степень доктора права в Мюнстерском университете, где работала с 1993 по 1995 год.
Работала в аппарате ландтага земли Рейнланд-Пфальц и Федерального конституционного суда, а также являлась судьёй в Рейнланд-Пфальце и референтом земельного Министерства юстиции и защиты прав потребителей в Майнце.

### Политическая карьера
В 1994 году вступила в СДПГ.
В 2013 году избрана в Бундестаг от округа Трир.
11 декабря 2015 года избрана генеральным секретарём Социал-демократической партии.
2 июня 2017 года сменила Мануэлу Швезиг в кресле министра по делам семьи, пожилых граждан, женщин и молодёжи в третьем правительстве Меркель.
24 сентября 2017 года проиграла выборы в одномандатном 203-м округе (Трир), получив 33,7 % голосов (победил кандидат от ХДС Андреас Штейер с 37,9 %), но прошла в Бундестаг, заняв 3-е место по партийному списку в районе Трир-Саарбург.
28 сентября 2017 года президент Германии Штайнмайер освободил министра труда и социальных вопросов Андреа Налес от занимаемой должности по её просьбе ввиду избрания лидером фракции СДПГ в Бундестаге, и глава правительства Ангела Меркель попросила Катарину Барли принять второй министерский портфель в дополнение к уже имеющемуся.
14 марта 2018 года назначена министром юстиции и защиты прав потребителей при формировании четвёртого правительства Меркель.
Катарина Барли возглавила список СДПГ на выборах в Европейский парламент 26 мая 2019 года, но исход голосования принёс социал-демократам неудачу — они получили поддержку 15 % избирателей, ухудшив на 11 % свой результат 2014 года и впервые в истории уступив партии «зелёных».
27 июня 2019 года Барли вышла из правительства, чтобы работать в Европарламенте, и её преемницей в кабинете стала Кристина Ламбрехт.

### В Европейском парламенте
3 июля 2019 года избрана заместителем председателя Европарламента.

## Личная жизнь и убеждения

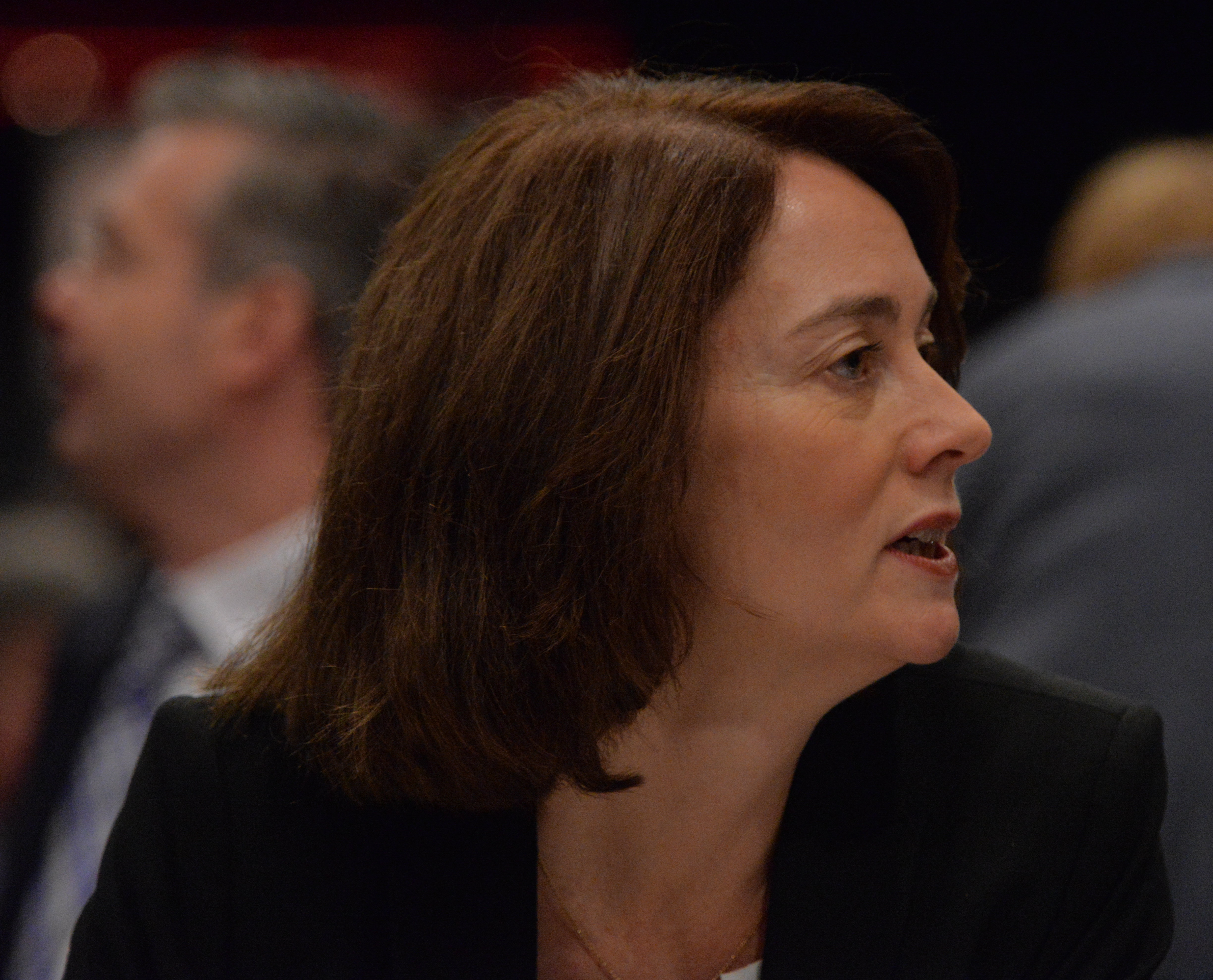
В 2015 году

В феврале 2017 года Катарина Барли опубликовала в издании The European статью под названием Europa ist unsere Zukunft (Европа — наше будущее), в которой, объясняя личное отношение к этой теме, коснулась истории своей семьи. По словам Барли, её отец родился в Линкольншире в 1935 году и в детстве любил наблюдать за бомбардировщиками, взлетавшими с находившегося неподалёку аэродрома. Возможно, он видел и самолёты, отправлявшиеся на бомбардировку Дрездена в 1945 году, в ходе которой едва не погибла семья её матери, и Барли называет мысль об этом в числе основных причин своей приверженности идеалам единой и мирной Европы.